# .la
.la (Laos) é o código TLD (ccTLD) na Internet para o Laos.